# العلاقات البوتانية اللاتفية
العلاقات البوتانية اللاتفية هي العلاقات الثنائية التي تجمع بين بوتان ولاتفيا.

## مقارنة بين البلدين
هذه مقارنة عامة ومرجعية للدولتين:
| وجه المقارنة                                              | بوتان          | لاتفيا                                             |
| --------------------------------------------------------- | -------------- | -------------------------------------------------- |
| المساحة (كم2)                                             | 38.39 ألف      | 64.59 ألف                                          |
| عدد السكان (نسمة)                                         | 807.61 ألف     | 1.93 مليون                                         |
| الكثافة السكانية (ن./كم²)                                 | 21.04          | 29.88                                              |
| العاصمة                                                   | تيمفو          | ريغا                                               |
| اللغة الرسمية                                             | لغة دزونكا     | اللغة اللاتفية                                     |
| العملة                                                    | نغولترم بوتاني | يورو، لاتس لاتفي، الروبل اللاتفي ‏، الروبل اللاتفي ‏ |
| الناتج المحلي الإجمالي (بليون دولار)                      | 2.51 مليار     | 30.26 مليار                                        |
| الناتج المحلي الإجمالي (تعادل القوة الشرائية) بليون دولار | 6.49 مليار     | 49.24 مليار                                        |
| الناتج المحلي الإجمالي الاسمي للفرد دولار أمريكي          | 2.66 ألف       | 14.06 ألف                                          |
| الناتج المحلي الإجمالي للفرد دولار أمريكي                 | 7.82 ألف       | 23.55 ألف                                          |
| مؤشر التنمية البشرية                                      | 0.605          | 0.819                                              |
| رمز المكالمات الدولي                                      | +975           | +371                                               |
| رمز الإنترنت                                              | .bt            | .lv                                                |
| المنطقة الزمنية                                           | ت ع م+06:00    | ت ع م+02:00، ت ع م+03:00، أوروبا/ريغا ‏             |

## منظمات دولية مشتركة
يشترك البلدان في عضوية مجموعة من المنظمات الدولية، منها:
| علم المنظمة | اسم المنظمة                        | تاريخ انضمام بوتان | تاريخ انضمام لاتفيا |
| ----------- | ---------------------------------- | ------------------ | ------------------- |
|             | مؤسسة التنمية الدولية              | 28 سبتمبر 1981     | 11 أغسطس 1992       |
|             | يونسكو                             | 13 أبريل 1982      | 9 يوليو 1951        |
|             | وكالة ضمان الاستثمار متعدد الأطراف | 21 أكتوبر 2014     | 21 أغسطس 1998       |
|             | الأمم المتحدة                      | 21 سبتمبر 1971     | 17 سبتمبر 1991      |
|             | الاتحاد البريدي العالمي            | ?                  | ?                   |
|             | البنك الدولي للإنشاء والتعمير      | 28 سبتمبر 1981     | 11 أغسطس 1992       |
|             | الاتحاد الدولي للاتصالات           | 15 سبتمبر 1988     | 11 ديسمبر 1921      |
|             | منظمة حظر الأسلحة الكيميائية       | ?                  | ?                   |
|             | مؤسسة التمويل الدولية              | 1 ديسمبر 2003      | 29 سبتمبر 1993      |
|             | منظمة الشرطة الجنائية الدولية      | ?                  | ?                   |

## وصلات خارجية
- موقع وزارة الخارجية البوتانية
- موقع وزارة الخارجية اللاتفية